# Салгир (канонерская лодка)
Канонерская лодка (канлодка) «Салгир» — корабль Белого Черноморского флота. Один из немногих кораблей, потопленных в морском артиллерийском бою во время Гражданской войны.

## История
Паровая шхуна «Адольф» типа «Эльпидифор» спущена на воду в 1910 году. В 1916 году мобилизована и переоборудована в тральщик Т-360 Черноморского флота. В 1920 году перевооружена и переименована в канонерскую лодку Белого Черноморского флота «Салгир», в связи с тем, что не хватало боевых кораблей с малой осадкой для действий в Азовском море и Днепровском лимане.
В середине сентября 1920 года армия Врангеля начала новое наступление на Донбасс и Правобережную Украину. Наступление шло и вдоль Азовского моря на Бердянск. С моря части Русской армии Врангеля поддерживал белый отряд кораблей — канонерские лодки (канлодки) «Урал» (2 152-мм и 1 47-мм пушки), «Салгир» (2 152-мм и 1 47-мм), «Джигит» (1 102-мм и 1 75-мм) и «Гайдамак» (1 152-мм и 2 75-мм), и катера «Петерель» (1 47-мм) и «Дмитрий Герой» (1 47-мм) (Морской Атлас. Том III. Часть вторая), который утром 14 сентября обстрелял Бердянск.
Получив сообщение о появлении отряда белых, отряд Азовской флотилии из канлодок: «Буденный» (2 130-мм и 1 102-мм), «Красная Звезда» (2 130-мм и 1 102-мм), «Знамя Социализма» (2 75-мм и 1 76-мм) и «Свобода» (1 130-мм, 1 102-мм и 1 76-мм) и сторожевых судов «Данай» (1 75-мм), «Пугачев» (1 75-мм) и «Пролетарий» (или «Троцкий» — данные разных источников расходятся, [1 75-мм]) (Морской Атлас. Том III. Часть вторая. ГШ ВМФ, 1958-59) вышел из Мариуполя и пошёл к Бердянску. Но белые, обстреляв порт, ушли в направлении косы Обиточной. Красный отряд изменил курс за белыми. 14 сентября в 19 часов 45 минут на западе открылись дымы от вражеских кораблей. Командир отряда С. А. Хвицкий, державший флаг на «Буденном», решил утром нанести по противнику решающий удар.
На рассвете 15 сентября из-за песчаной Обиточной косы показались дымовые трубы, а затем мачты кораблей белых. Красный отряд Хвицкого вышел из-за косы и открыл огонь, начав бой, но из-за частых осечек и неисправностей орудий использовать внезапность не смог. Белый отряд продолжал поднимать якоря и выстраиваться в боевой порядок. В кильватерной колонне отряда под георгиевскими флагами были канлодки «Урал», «Салгир», «Гайдамак» и «Джигит». Чуть севернее шли сторожевой катер «Петерель» и тральщик «Дмитрий Герой», а замыкал строй эскадренный миноносец (эсминец) «Звонкий» .
В сумме красный отряд имел 6 130-мм, 3 102-мм, 3 75-мм пушки и 2 76-мм зенитки. Вооружение белых советскими источниками оценивалось в 5 152-мм орудий, 3 75-мм и 2 47-мм. На деле оно немного мощнее: тихоходные «Салгир» и «Урал» имели по 2 152-мм пушки, «Гайдамак» — 1 152-мм и 2 75-мм орудия, «Джигит» — 1 102-мм пушку. Два последних (бывшие портовые ледоколы) больше и быстроходнее, развивали до 12 узлов. Однотипные суда «Петерель» и «Дмитрий Герой» имели по одной 47-мм пушке, а эскадренный миноносец «Звонкий» — 2 75-мм пушки и три торпедных аппарата (без торпед).
Красный отряд на время отошёл, пока артиллеристы не привел орудия в порядок. Следуя почти параллельными курсами, оба отряда продолжили бой. Белые все время пытались сделать охват головы колонны красного отряда, ведя огонь в основном по головному «Буденному». В 10 часов 40 минут эскадренный миноносец «Звонкий» повернул вправо, пересёк курс своего отряда и оказался справа от него, но попал под огонь 102-мм пушек трёх красных канлодок и вынужден отойти.
Около 12 часов 102-миллиметровый снаряд попал в левый борт канлодки «Знамя социализма», от него перебиты питательные трубки котлов, тяжело ранены оба механика. Потеряв ход, канлодка выкатилась из строя. Но к ней подошла канлодка «Красная Звезда» и взяла её на буксир. Со сторожевого корабля «Данай» на повреждённую канлодку перешёл механик, который устранил повреждения. А «Красная Звезда» тем временем продолжала бой вместе с идущей на буксире канлодкой «Знамя социализма».
В 12 часов 45 минут 130-мм снаряд с канлодки «Красная Звезда» попал в корму канлодки белых «Салгир». В угольной яме (угольном бункере) канлодки образовалась большая пробоина, через которую хлынула вода: вскоре у «Салгира» была затоплена машина. К поврежденной канлодке подошёл «Урал». Часть экипажа белые сняли, хотя огнём с канлодки «Буденный» канлодка «Урал» отогнана. В плен к красным с «Салгира» попали старший штурман лейтенант Б. С. Олтаржевский и два матроса. В 13 часов канлодка «Салгир» утонула. Несколько снарядов «Буденного» попали в канлодку «Гайдамак». Имея преимущество в скорости, белые стали отрываться. В 13 часов бой прекратился.
Как выяснено позже, вызванные белыми на помощь из Керчи эскадренный миноносец «Беспокойный» и канлодка «Страж» попали на минное поле и после того, как эсминец подорвался на мине, повернули обратно.